# Aitor Etxaburu
Aitor Iñaki Etxaburu Castro (Eibar, 17 giugno 1966) è un ex pallamanista e allenatore di pallamano spagnolo di origine basca.

## Palmarès

### Olimpiadi
- 1 medaglia:
  - 1 bronzo (Atlanta 1996)